# مزیتلی
مزیتلی (به ترکی استانبولی: Mezitli) یک منطقهٔ مسکونی در ترکیه است که در استان مرسین واقع شده‌است.